# 可口可樂在台灣
可口可樂系統，由可口可樂公司與全球約250個裝瓶夥伴公司組成，各裝瓶公司提供在地化服務。在台灣，可口可樂在1957年設立工廠，提供駐台美軍飲用。歷經演變，現由太古集團取得在台灣的經營權。

## 歷史

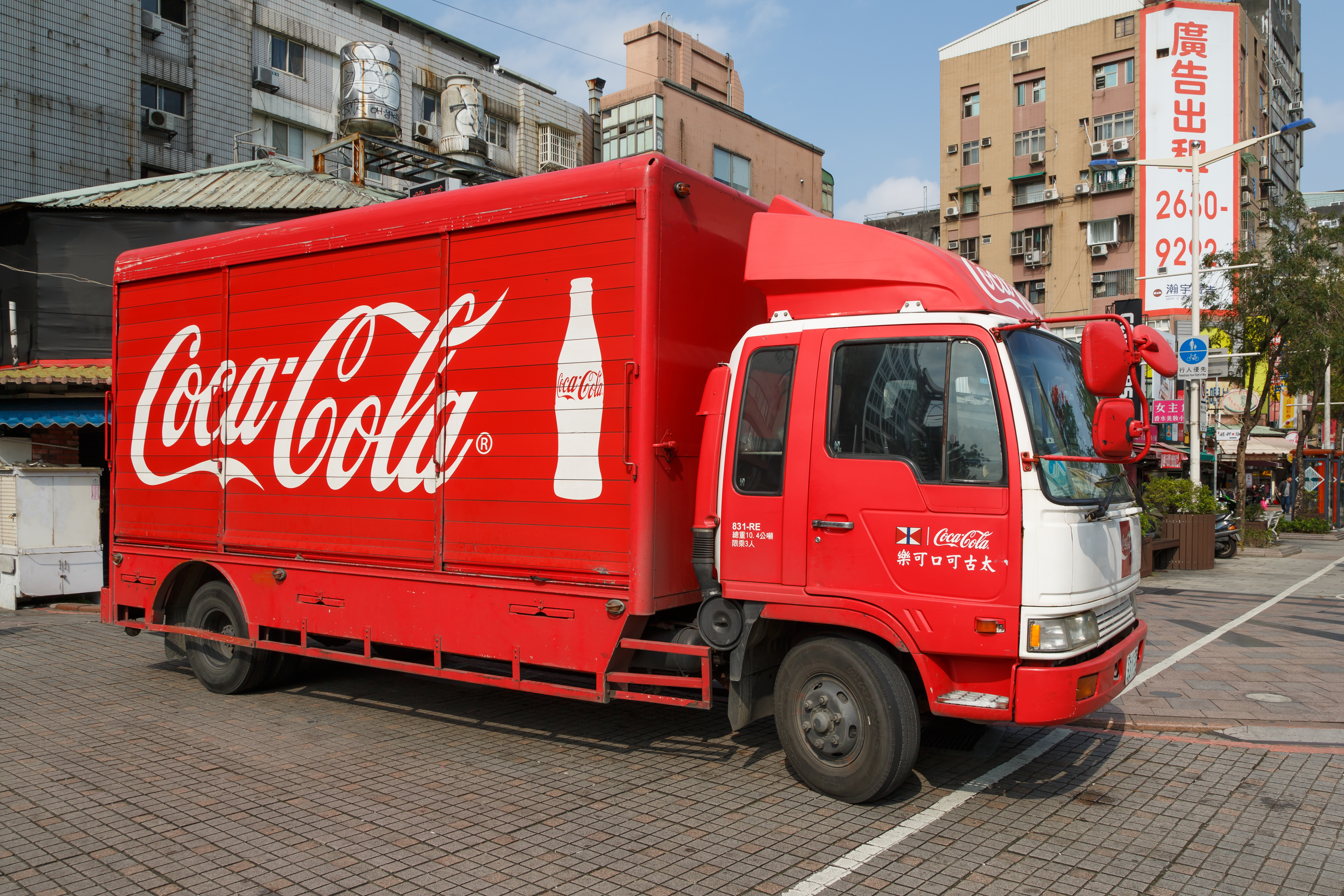

1957年，可口可樂公司投資成立「中美汽水廠」，在台灣生產可口可樂，供駐台美軍飲用。
1964年陳啟清以台茂公司取得中美汽水廠半數股份，11月20日與辜振甫及楊麟等人成立「台灣汽水廠股份有限公司」，預備販售可口可樂。台灣當時約130家地方型汽水廠商擔心市場流失，向中華民國經濟部請願。經濟部不允許可口可樂在台灣上市。陳啟清於1967年讓出台灣汽水廠60%股權，20%供社會大眾認購、40%供同業認購。經濟部核准台灣汽水廠改組為「台灣可口可樂股份有限公司」。1968年，台灣可口可樂開始向台灣民眾銷售可口可樂。
1994年，太古集團併購台灣可口可樂，台灣可口可樂名稱更名為「英屬維京群島商太古可口可樂股份有限公司台灣分公司」（Swire Coca-Cola Beverages Ltd., Taiwan Branch (B.V.I.)），簡稱「台灣太古可口可樂」（Swire Coca-Cola, Taiwan），成為可口可樂公司在台灣的裝瓶夥伴。
2011年，可口可樂中國有限公司成立「香港商可口可樂有限公司台灣分公司」（Coca-Cola China Limited Taiwan Branch (Hong Kong)），負責訂定可口可樂市場策略及品牌管理，交由台灣太古可口可樂負責生產及行銷。

## 目前正在生產產品
- 可口可樂
- 雪碧
- 芬達
- 爽健美茶
- 美粒果
- 原萃
- 飛想茶
- 紅茶花傳
- 動元素
- 舒味思
- 喬亞
- OOHA
- 怡漾
- 水森活

## 已停產產品
- QOO酷兒果汁系列

## 外部連結
- 可口可樂®在台灣

1. ↑  .   [2020-06-10]. （原始内容存档于2020-06-10）.